# 硒氰酸锌
硒氰酸锌是一种无机化合物，化学式为Zn(SeCN)2。在其溶液中，SeCN−为1.4mol/L时，配合物仅检测到了ZnSeCN+和Zn(SeCN)2，而和相应的硫氰酸盐溶液中存在Zn(SCN)42-不同。

## 制备
硒氰酸锌由硒氰酸和锌或氧化锌反应得到。
氰化锌和硒在液氨中反应，只能得到其氨合物Zn(SeCN)2·4NH3。